# 中国报
中國報（China Press）是馬來西亞的中文報章之一，内容涵盖政治、经济、论坛、体育、影视、副刊等，是一家综合性报纸，總部位於吉隆坡孟沙。公司成立於1946年2月1日，由李孝式（后来成为马来亚第一任財政部長）為首的籌組委員會發起創刊。该报标榜自己的口号是「马来西亚最具影响力中文媒体」。

## 歷史
- 1946年2月1日，以李孝式爵士為首的籌組委員會發起創辦《中國報》。
- 1947年1月，《中國報》有限公司編輯部正式成立並設於峇都律，陳宗嶽出任當時的主編 。而經理部則在吉隆坡諧街。
- 1950年5月23日，在第二次世界大戰結束後的第二年，《中國報》的印刷部慘遭馬來亞共產黨投擲手榴彈，並鎗斃一名印刷部守衛。[來源請求]
- 1953年6月29日，馬來西亞和新加坡兩地的瓊籍（海南籍）人士抵制《中國報》，起因是因為當時的《中國報》刊載了許雲樵翻譯巴素博士所著的“東南亞華僑史”（The Chinese In Southest Asia），造成海南人的誤會。
- 1958年，《中國報》編採部及印刷部遷往吉隆坡十五碑阿都三笏律的自置大廈，然而經理部仍留在馬結街二號的大廈。
- 1969年，《中國報》被當時政府勒令停刊30天，但經過上訴後只停刊10天。這次停刊事件是因為馬來西亞發生歷史上最慘痛的種族暴亂慘劇，五一三事件。
- 1969年11月，馬來西亞中文報進入新的旅程碑，《中國報》成為馬來西亞第一家採用美國七彩柯式印刷的中文報章。
- 1984年4月，《中國報》廠址遷往陳秀蓮路，當時的董總主席林晃升擔任董事經理，當年6月《中國報》版面由傳統直排格式改為橫排格式。
- 1985年11月23日，全球經濟大蕭條，《中國報》也因此經不起連年虧損而停刊。
- 1986年7月25日，《中國報》在出版界奇才周寶振的收購下得以復刊，整份報章以七彩印刷，結果報份由2萬份突飆升到10萬份，創下大馬報業紀錄。
- 1990年5月19日，推出《中國報》晚報，並以“今日事，今日知”作為口號。
- 1993年，豐隆集團接管《中國報》，《中國報》遂成為南洋報業集團屬下的子公司，同年報份銷量更衝破20萬大關。
- 1994年5月，在霹靂州怡保設立印刷廠，並耗資250萬帶頭啟用數碼傳版系統，以便在吉隆坡的編輯部可以傳送版面。
- 1995年8月19日，《中國報》第三次搬遷至孟沙區的惹兰隆。
- 1995年8月，檳城的北賴設立印刷分廠。
- 1996年4月，柔佛州的淡杯設立印刷分廠。
- 1998年2月，《中國報》添購新的DGM印刷機同時全面啟用電腦排版系統。
- 2000年4月16日，《中國報》正式推出電子報，設立網站，一直不斷改良與進步。
- 2001年5月28日，馬來西亞最大華人政黨馬華公會通過華仁控股收購南洋報業，参见2001年马华收购南洋商报事件。
- 2004年，《中國報》電子報網站在大馬10大網站排行榜中，榮膺最受歡迎的中文電子報。
- 2004年11月19日，《中國報》與第九频道（Channel 9，现为TV9）合作，製作《新視界》電視雜誌。
- 2006年，南洋報業股份脫售予林業大亨張曉卿。
- 2006年，位於吉隆坡陳秀蓮路新印刷廠正式啟用。
- 2010年8月，華仁控股私人有限公司脫售最後的3.60%世華媒體股份。
- 2015年，《中國報》推出手機新聞應用程式安卓App （页面存档备份，存于）以及蘋果IOS《中國報》APP （页面存档备份，存于）。
- 2016年，《中國報》網站轉型邁入一週年，據馬來西亞數碼協會（MDA）發佈截至2016年12月份最新的“馬來西亞最多移動裝置（Mobile device）瀏覽網站”排行榜，讓該報在2016年6月開始，成了國內最高點擊率的中文報網站，10月份的點擊率再衝破4000萬次。[5]
- 2017年2月18日，金正男遇刺案令全球媒體關注，由於《中國報》對該事件的搶先報導[6]以及不斷有獨家跟進新聞，成為全球各主要媒體獲取最新資訊的來源，日本電視台日本放送協會，當日特別專訪該報記者[7]，取經和交流。
- 2017年5月5日，《中國報》推出首個地方新聞網《柔佛人》 （页面存档备份，存于），也是全馬中文報章首個推出的地方新聞網，讓柔佛州讀者經由互聯網，掌握州內最全面和最新的消息。《中國報》陸陸續續推動在全馬各地，設立地方新聞網，除了柔佛人，還包括“KL人” （页面存档备份，存于）、“東海岸人” （页面存档备份，存于）、“北馬人” （页面存档备份，存于）等，讓讀者除了能通過報章掌握時事，也能通過網站掌握第一手消息，多管齊下為讀者傳遞全面的新聞資訊。為了向華社傳達《中國報》的動向，也發起了各地子網的推介禮，各地地方新聞網歡迎點閱。
- 2017年5月8日，持續轉型的《中國報》，中文網站位成功居全國之首，由馬來西亞數碼協會（MDA）發佈截至2016年12月份最新的“馬來西亞最多移動裝置（Mobile device）瀏覽網站”排行榜，《中國報》新聞網站以1557萬3000次點閱排行第8，表現超越國內所有中文網站。[8]
- 2018年3月，《中國報》推出了“新聞搶鮮報”，每天傍晚7時準時搶先又搶鮮播報國內外大事，讓身在世界各地的讀者，從記者主播親切的面孔和聲音中，掌握最鮮最熱的新聞。
- 2018年4月6日，《中國報》網站3月份點閱率衝破一億，高達1億3000多萬次，在全新的一年，繼續超前國內各大中文媒體，甚至超越國外一些中文和外文媒體，在“網戰”打了漂亮一仗。[9]
- 2018年5月9日，馬來西亞迎來全國大選，《中國報》第一時間緊跟所有選情情況，深受讀者歡迎，因此該月該報網站和APP點擊率，創下歷史新高的2億7500萬次，網站和App的獨立訪客，也取得有史有來最高的850萬次。
- 2019年5月，《中國報》的數碼轉型步伐永不停止，持續領先國內中文媒體，並持續積極數碼轉型，截至2019年4月，《中國報》網站和APP每月點擊率超過1億7400萬次，網站獨立訪客和APP獨立訪客，共是724萬次。[10]
- 2019年5月18日，《中國報》推出北馬人新聞網。
- 2019年7月9日，人民日報海外網數據研究中心主任盧永春發布“2019年海外華文新媒體影響力報告”[11]，《中國報》在該報告中的5項數據排行榜之中，榜上有名的有4項數據排行榜，其中：《中國報》在“海外華文媒體網站影響力榜TOP20”中位居第4，領先該榜上馬來西亞的所有中文報章；《中國報》在“海外華文媒體脸书（Facebook）賬號影響力榜TOP20”之中，以148萬2706的粉絲量位居第3，在馬來西亞中文報之中，僅次於《星洲日報》；另外，《中國報》也在“海外華文媒體Twitter賬號影響力榜TOP20”裡位居第一，領先各大報章。
- 2020年3月，中国报网站公布浏览人数达1218万人，总点击率达3.297亿次。同年10月，中国报网站点击达2.9亿次，浏览人数达1060万人[12]。
- 2023年5月4日，據2022年下半年世界华文传媒新媒体影响力榜显示，《中国报》在海外地区的榜单名列第2位，至于在社交媒体影响力和网站影响力榜，则在海外地区排行榜上名列第3和第7位。[13]

## 歷任總編輯
1. 陳宗嶽（已故）（出任於1946年─1947年）
2. 宋韻錚（已故）（出任於1948年─1969年）
3. 李雁賓（已故）（出任於1969年7月─1971年）
4. 黃兆壎（出任於1971年─1984年）
5. 黃和平（出任於1985年－中國報停刊）
6. 林通光（已故）（出任於1986年－1993年）
7. 第七任及第九任潘友來（出任於1993年－1997年和1998年－2001年）
8. 彭早慧（出任於1997年－2002年）
9. 莊宗南（出任於2002年－2006年1月）
10. 張映坤（出任於2006年－2011年7月9日）2011年7月9日起至2023年4月6日
11. 林明标（出任於2023年4月6日）[14]

## 报导风格

### 社论
《中国报》的社论主要是针对在马来西亚发生的事件和国家的情况，社论总体上无论是对执政党和反对党都持批评态度。在国际评论上，《中国报》立场偏向反西方世界，亲中华人民共和国。2021年时任马来西亚外交部长希山慕丁·胡先称中国外交部长王毅是大哥引起国内广泛批评时，该报发表了几篇维护希山慕丁和讥讽反对者的社论。

### 新闻编辑
《中国报》的报导内容涵盖当今时代、政治、商业到娱乐等各方面。在报导内容方面，属于小报风格，着重煽情耸动的社会新闻、意外新闻，其报导多为本地政治或目标读者群的生活和日常话题有关。
《中国报》拥有自己的专属记者，这为它制作了许多独家内容和专访。在2017年2月13日金正男遇刺事件中，《中国报》因不斷有獨家跟進的新聞，成為全球各主要媒體獲取最新資訊的來源。在国际新闻方面，《中国报》主要是复制其他中文主流和非主流媒体的產出新闻内容（非主流包括自媒体和微博等等）。《中国报》也会对复制的內容进行自我解译，这导致了其新闻偶尔会出现不准确性內容。

## 争议与事件

### 封杀新闻
作为世华媒体集团属下报业的一部分，《中国报》曾多次跟随《星洲日报》杯葛和封杀新闻内容引起民间诟病。

### 裸蹲事件报导内容争议
2005年11月23日，马来西亚警察局扣留所内一名妇女在一名警员面前裸体蹲站的手机录影片段在网络上流传，《中国报》率先在夜报刊登两则有关录影片段的新闻，之后再经由民主行动党士布爹区国会议员郭素沁在国会上揭露有关录影片后，轰动全国。由于影像中的女子皮肤白皙，《中国报》早期因此描述该女子为中国公民，后来《中国报》在11月24日的早报版本中删去「中国公民」的字眼，改为「疑是中国籍女子」，并给予更客观报导。有关女郎裸蹲丑闻获得国内媒体广泛报导，迫使时任首相阿都拉·巴达威成立独立调查委员会和證聽會測查。在独立调查委员会进行调查中，在2005年12月13日才证实女子是一名本地巫裔女子，期间曾一度导致马来西亚与中国之间的外交关系出现紧张。《中国报》更接获马来西亚内政部一份12月19日的公函，要求他们就报道错误提交解释。当时坊间流传《中国报》若无法提出令国安部满意的行动，例如其编辑部进行人事变动的话，《中国报》夜报的出版准证将会被吊销。2006年1月5日，《中国报》在夜报刊登为女郎裸蹲录影片段报道的错误描述作出公开道歉，总编辑庄宗南和执行总编辑黄兆平同时辞职，为有关错误负起全责。维护新闻自由的民间团体指《中国报》两名编辑是为了取悦内安部而牺牲的代罪羔羊，称总编辑辞职的事件是对新闻从业员的一种「潜在的威胁」，也对内安部在处理手法上进行批评。

### 炒作陆庭谕性骚扰女记者事件
2008年12月19日，华教元老陆庭谕因被《独立新闻在线》报道曾性骚扰女记者事件，导致他在2天后发表公开道歉声明，同时宣布辞去所有担任的职位和停止所有对外的公开活动。2009年1月21日，《中国报》与同属世华媒体集团旗下报刊《风采》杂志以相互置入行销的手法再次报导相关事件，引起华教社会批评《中国报》与《风采》杂志恶质炒作和消费陆庭谕在性骚扰事件的新闻价值。其中《中国报》以独家报道方式刊登《风采》第501期的专访内容，标题大剌剌打出《陆庭谕又亲女记者》，再从《风采》刊登连环图片及记者事后的申诉，引起华教社群怀疑是否记者构陷陆庭谕。陆庭谕家属之后批评《风采》杂志的记者在采访过程，由始至终隐瞒本身作为记者的真实身份和采访动机，以及由维护媒体独立撰稿人联盟（WAMI）发起的《商业利益凌驾新闻伦理，扭曲性骚扰弱势情境》对媒体伦理的批评，获得至少50个华社团体联署支持。

### 错误报导全国总警长辞职事件
2010年3月12日，《中国报》宣称获得独家消息，在头版刊登〈警总长呈辞，警队二哥料升正〉的标题，指时任全国总警长慕沙哈山辞职的报导。慕沙哈山对此驳斥该报导不实，声明要追究是谁故意发放他辞职的消息。负责警察部队和印刷媒体的内政部长希山慕丁·胡先随后证实慕沙哈山的服务将于9月结束，并抨击该报道为谎言，《中国报》也被马来西亚内政部发出警告信函，要求对报导做出解释。3月19日，《中国报》在早报封面刊登道歉启事，向相关单位和有关人士公开道歉，并宣布已采取内部纪律行动，总编辑张映坤对此负上全责停职两周。

### 错误报导槟城市议员召妓事件
2010年7月13日，《中国报》在早报封面头条刊登一则槟岛市议员到新加坡考察掀召妓疑云的报导。《中国报》引述来自槟州民联政府的消息，声称40名槟岛市议员与官员本月初到新加坡考察，其中两名市议员到夜店喝酒看性感女郎跳舞，一名市议员甚至带女人回酒店过夜，被数名同僚发现。23名槟市议员对此召开联合记者会，以联署互当证人的方式，矢口否认他们任何一人曾趁着到新加坡考察之际召妓，并限定《中国报》在24小时内，以相同篇幅的版位，刊登撤回报导的声明及公开道歉，否则将起诉该报。《中国报》在晚报封面中刊登道歉启事，解释该报是在接获有关市议员疑涉及召妓行为的消息后，为了赶截稿时间而未经全面仔细查证下报道此事，向23名槟岛市议员道歉。隔日，《中国报》在早报封面再次刊登道歉启事，对23名槟岛市议员带来的巨大不便和伤害作出公开道歉，并收回有关报导。槟岛市议员对《中国报》的道歉声明保留起诉权利，并谴责有关报导不仅极度不负责任、不专业及不道德。

### 2011年净选盟集会争议标题
2011年7月9日晚，净选盟709集会余波荡漾，《中国报》在晚报以斗大的黄色标题刊登〈说好的和平呢？〉，其后配上警方发射催泪弹驱散人群的大照片，引起大批网民的不满和围剿，特别是在面子书上。网民认为，《中国报》的标题是将动荡问题直指净选盟，却避重就轻掩饰警方使用暴力的真相来误导读者。在遭受猛烈批评的同时，《中国报》随着将面子书的批评全部删除，再度掀起网民愤怒，在面子书上另行设立「抵制中国报」的粉丝专页，批评《中国报》因怕被政府对付，沦为政府的喉舌。《中国报》随后将早报标题改版为〈净选盟上街1667人被捕〉，并在面子书上贴出通告，解释「说好的和平呢？示威乱隆市. 1667人被捕」的标题，其实含隐喻，不料引起一些晚报读者困扰。2天后，10个马来西亚华青团体发表联署声明，严厉谴责《中国报》在7月9日和7月10日有关709和平大集会的报导，不仅严重扭曲事实，同时也严重误导读者了解净选盟2.0和平集会诉求的本意，呼吁《中国报》秉持媒体的良心和专业客观报导事实真相。《中国报》傍晚再次通过面子书回应网民和读者的疑问，表明本身对于709集会完全没有偏帮任何一方，同时也没有隐议程，反而是秉持多元而客观的办报原则，务求呈现709的完整和真实面貌。

### 抄作金正男遇刺事情的女刺客身体
2017年2月15日，《中国报》网站在金正男遇刺事件的其中一篇报道中，刊登一篇题为〈女嫌犯白衣没穿胸罩，曼妙身材隐现〉的新闻，被批评有违新闻专业。该报道宣称，女嫌犯落网时身穿白色上衣，但由于未穿胸罩，导致胸部若隐若现，警员马上为她提供遮羞布。又形容女嫌犯长得十分娇美，身材曼妙，被捕时面对10余名警员，却表现淡定。在场警员逮捕女嫌犯后，并不相信眼前的性感尤物是女杀手或女特工。《中国报》把这篇报道贴上面子书专页时，还写有贴文「警员傻眼，马上为她提供遮羞布」，并附上「别为了看女嫌犯点进去里面没有」的标签，结果遭到大批网民和读者留言围剿。《东方日报》对此评论，一篇作品得以吸引眼球，要素有四：一是主角高贵，二是情操高贵，三是内情悬疑，四是沾上情色。情色正是网络的筋骨，没穿胸罩，自然也是新闻的卖点和重点了。虽然报导内容文字逻辑之紊乱，但文案显然是耸人惊闻，在提高网页的点击上，这一招术，确实高效。

### 错误引用文章
2019年4月22日，《中国报》为本身在4月21日一则标题为〈反洗黑钱法令严捉不明钱财，地下万字中奖累全家入狱〉的报导刊登道歉启事，对错误引用律师兼专栏作家洪伟翔的文章内容公开道歉。

### 新闻链接错误事件
2020年3月9日 ，《中国报》在刊登一则端洛州议员杨祖强等三人宣布退党的新闻中，在其面子书专页张贴一则新闻的链接，但新闻标题却是指霹雳州3名原任行政议员李存孝、黄渼沄和陈家兴是叛徒们，使许多读者误以是这3人退党。隔日，李存孝、黄渼沄及陈家兴指责该新闻刊登后，不少民众误以为他们就是变节的州议员，进而斥骂他们，严重影响他们的声誉，促请《中国报》全面撤回相关报道并刊登澄清启事。《当今大马》之后检查《中国报》霹雳版的面子书专页发现已找不到有关贴文，但找到另一则标题改为「李存孝、黄渼沄、陈家兴：我们也很心痛」的新闻链接。

### 称呼2019冠状病毒为沙巴病毒
2020年9月30日，《中国报》在一项报导2019冠状病毒病疫情的标题中，称呼2019冠状病毒为“沙巴病毒”，引起沙巴人民的不满，沙巴旅游协会主席廖吉祥于10月5日透过《诗华日报》对《中国报》表示强烈抗议。廖吉祥表示，他在接到很多人投诉《中国报》把“新冠病毒”改名为“沙巴病毒”后，严重诋毁沙巴的形象感到极度不满和愤概，呼呼《中国报》收回及更正有关错误，且向沙巴人民道歉。

### 沒有完整报导及自我解译
2021年4月26日，《中国报》因刊登一则题为〈女学生被辱骂恐吓强奸 阿克里沙尼：同学或开玩笑〉的报导后，被马来西亚内政部传召，要求解释新闻报导。副警察总长阿克里·沙尼隔日指控《中国报》所刊登新闻标题含糊，并没有完整报导当时的言论。武吉阿曼公关部斯甘达古鲁警监也发出文告，指《中国报》网站对阿克里沙尼谈话的报导不实。其新闻网站也随着撤下了相关报导。
2024年2月6日，《中国报》在一篇〈看脱口秀滑手机前AV女优被上手铐押走〉的新闻中称引述《纽约邮报》（实际上是自我解译）的新闻，在开头述文中使用了导向性描述，将新闻事主莉薩·安的声明归咎于「因为看手机而被警察中途押走」报道。实际上，在《纽约邮报》的原文中引述了其它人士指出莉薩·安有破坏性不守秩序，并对警察表现出攻击性行为的原因。《中国报》对此则沒有报道。另外，《星岛日报》在同一事件作出了同文同源的报道。

### 刊登煽动性标题
2021年5月16日，《中国报》在线版本引述希腊军事网站刊登一则标题为〈以巴冲突 以色列特勤局扬言将空袭西亚数国和大马〉的新闻，内容上比较煽情耸动。但在网络上引起热烈讨论后，《中国报》随着更改了有关报导，标题改为〈以巴衝突 追剿哈馬斯高官 以色列要襲擊大馬〉，在言辞上也比早前版本圆滑了。

### 报道华为将发射两颗卫星抢占6G研发假新闻
2021年7月6日，《中国报》网站引述中国媒体刊登一则题为〈抢占6G研发先机，华为7月发射2颗卫星〉的综合报导。尽管华为已在同日的官方微博上发文驳斥是假消息。但《中国报》依然沒有发表澄清和撤下有关报导。

### 刊登不良内容
《中国报》在每天半夜12点在面子书专页发布了名为《说黄道黑》的系列，《说黄道黑》的小编时常使用一些间接性的词语吸引读者点阅。这个系列引起了很多家长批评《中国报》向未成年人（儿童）灌输不适合儿童的不良内容。